# Еміль Бодо
Жан Морі́с Еміль Бодо́ (фр. Jean-Maurice-Émile Baudot; 11 вересня 1845, Маньє — 28 березня 1903) — французький винахідник.

## Доробок
Жан Моріс Еміль Бодо не мав спеціальної інженерної освіти. Проте, ця людина мала значний досвід роботи у тому числі і на великих телеграфних станціях. Цей досвід дозволив винахідникові створити телеграфний апарат багаторазової дії (спочатку дворазовий, пізніше п'ятиразових), за допомогою якого можна було передавати по одній лінії два і більш повідомлення (1872 рік, Бодо працював на Центральному Паризькому телеграфі).
До цього моменту існуючі телеграфні передачі велися з використанням азбуки Морзе. Морзе розробив аналоговий нерівномірний код, оскільки обмін повідомленнями вівся сигналами, різними по довжині,— точка і тире; окрім того, один символ передавався різною кількістю таких символів від одного до семи. Бодо перший винахідник, апарат якого здатен передавати повідомлення, використовуючи букви латинського алфавіту.
Для роботи своїх механізмів Бодо створив рівномірний телеграфний код (названий його іменем, чи код Бодо). Оскільки даний код застосовувався широко в телеграфії кінця 19-початку 20 сторіччя, його було названо «Міжнародний телеграфний код № 1». У 1874 Бодо удосконалив свій винахід і створив дворазовий апарат, який передавав інформацію зі швидкістю 360 знаків в хвилину. У 1876 було створено п'ятикратний апарат, тобто швидкість передачі в якому збільшилася порівняно з першим в п'ять разів, а з другим в 2,5 рази.
Масове застосування винахід знайшов у 1877 році на лінії Париж — Бордо.
До того передача велася, використовуючи пару проводів для роботи пари апаратів на її кінцях. Для роботи кожної нової пари апаратів доводилося проводити нову парну лінію. Завдяки апарату Бодо з'явилася можливість використовувати час інтервалів між тире і крапками. При цьому по одній лінії могли працювати від чотирьох до шести телеграфістів. Дворазові апарати мали більш просту конструкцію в порівнянні з п'ятиразовими, вимагали менше зусиль з переналаштування їх і давали менше поломок, а, отже, передавали інформацію на великі дистанції і використовувалися до кінця XX століття. Швидкість передачі в них була 760 знаків за хвилину.
Бодо розробив також розподільник (він дозволяв робити по одній парі кільком парам телеграфних апаратів без завад в роботі кожної окремої пари), дешифратор і друкуючий механізм. Дешифратор у телеграфному апараті перетворює на приймальній стороні електричний сигнал з семи імпульсів: старт, 5 імпульсів коду символу і стоп, — в механічний рух приймальних лінійок апарата. Здійснюється це підбором електромагнітних реле, кожне з яких підтягує чи відпускає від себе відповідну лінійку друкуючого пристрою, в залежності від комбінації. Друкуючий механізм — механічна частина апарата. Містить п'ять інформаційних лінійок і може містити 1-2 службові. Лінійки мають відповідні отвори, що можуть зміщатися таким чином, що лише один лебедеподібний важіль у момент прийому чи передачі символу «відпускається» і здійснює удар по валику каретки.
Ці винаходи стали найбільш значущим досягненням телеграфії в XIX столітті. У 1927 р., визнаючи високі заслуги Жана Еміля Моріса Бодо, Міжнародний комітет з телеграфії присвоїв одиниці швидкості телеграфування назву 1 бод.